# Gwadnitz
Gwadnitz (bis ins 20. Jahrhundert auch Quanitz und Gwanitz) ist eine Ortschaft in der Gemeinde Gurk im Bezirk Sankt Veit an der Glan in Kärnten (Österreich). Die Ortschaft hat 33 Einwohner (Stand 1. Jänner 2024).

## Lage
Die Ortschaft liegt in den Wimitzer Bergen, auf etwa 920 m Seehöhe auf dem Höhenzug zwischen Gurktal und Wimitz, etwa 2 km östlich des Pfarrorts Pisweg sowie etwa 6 Straßenkilometer vom Gemeindehauptort Gurk entfernt. Gwadnitz liegt zur Gänze auf dem Gebiet der Katastralgemeinde Pisweg.
Zur Ortschaft gehören im Bereich der Rotte von West nach Ost die Häuser und Gehöfte Obere Nicklhube/Quanitzhube (Haus Nr. 1), die Untere Nicklhube/Guttenbrunnerhube (Nr. 3), Zoppanig (Nr. 6), das Haus Gwadnitz Nr. 2, die Friessneggerkeusche am Pisweg (Nr. 9), die Sallingerhube (Nr. 5) samt der Sallinger Auszughube (Nr. 5a) und die Stiftsgülten/Stangl (Nr. 8), sowie etwa 400 m südlich der Rotte die Friesneggerhube/Friesnig (Nr. 4) neben einem Neubau (Nr. 10).

## Geschichte

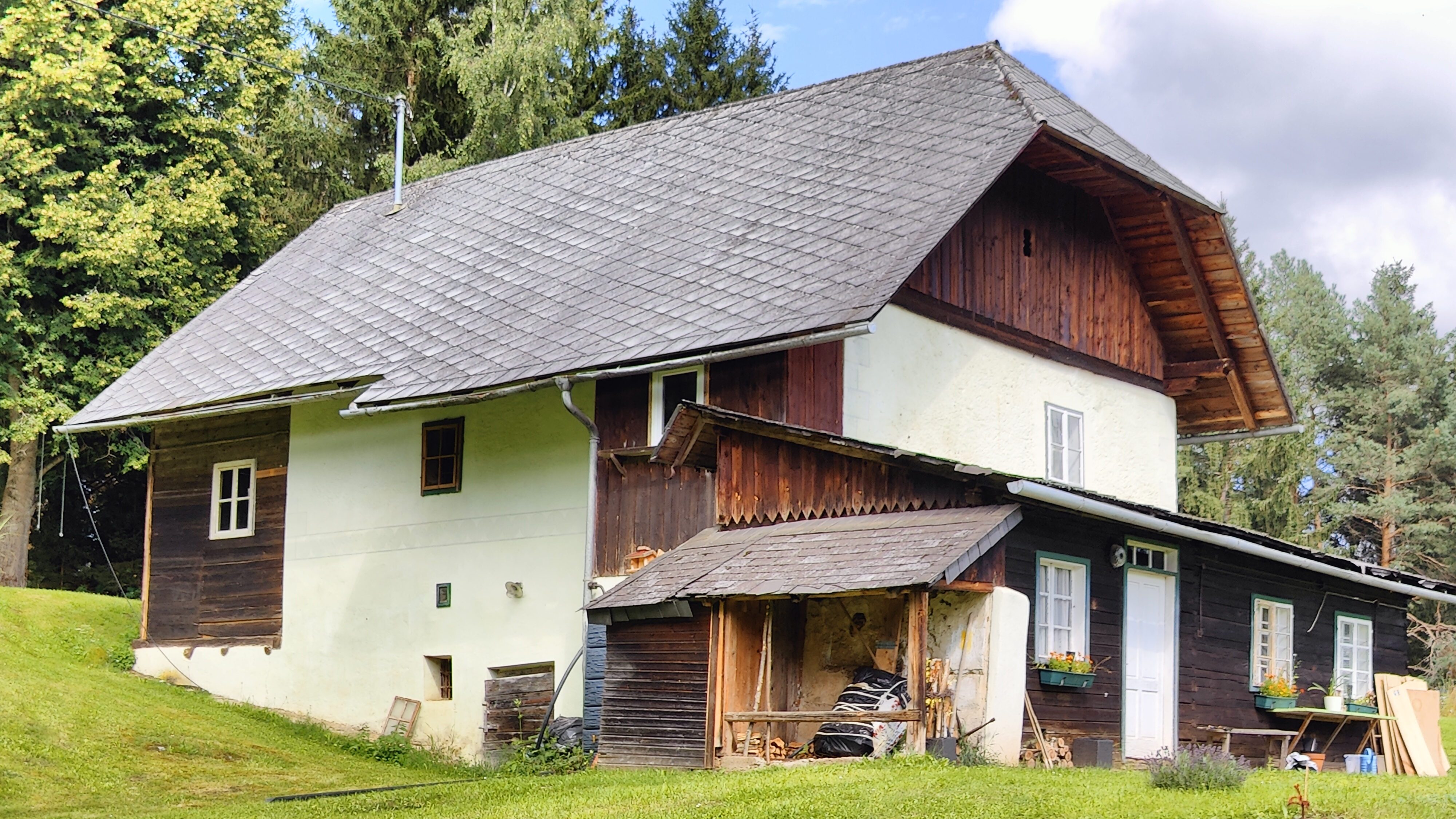
Stangl

Der Ortsname leitet sich aus dem Slawischen ab. Bei Gründung der Ortsgemeinden Mitte des 19. Jahrhunderts kam Zeltschach an die Gemeinde Pisweg. Seit 1973 gehört der Ort zur Gemeinde Gurk.
Der Stanglhof war einst ein mächtiges Anwesen und Stiftsgülte, wurde zur Zeit des Ersten Weltkriegs teilweise abgerissen. Das Haus steht heute unter Denkmalschutz.

## Bevölkerungsentwicklung
Für die Ortschaft ermittelte man folgende Einwohnerzahlen:
- 1869: 8 Häuser, 74 Einwohner[3]
- 1880: 8 Häuser, 74 Einwohner[4]
- 1890: 10 Häuser, 79 Einwohner[5]
- 1900: 10 Häuser, 66 Einwohner[6]
- 1910: 11 Häuser, 65 Einwohner[7]
- 1923: 10 Häuser, 59 Einwohner[8]
- 1934: 70 Einwohner[9]
- 1961: 8 Häuser, 62 Einwohner[10]
- 2001: 9 Gebäude (davon 8 mit Hauptwohnsitz) mit 10 Wohnungen; 53 Einwohner und 1 Nebenwohnsitzfall; 9 Haushalte; 0 Arbeitsstätten, 7 land- und forstwirtschaftliche Betriebe[11]
- 2011: 9 Gebäude, 39 Einwohner, 10 Haushalte, 0 Arbeitsstätten[12]
- 2021: 10 Gebäude, 34 Einwohner, 10 Haushalte, 5 Arbeitsstätten[13]

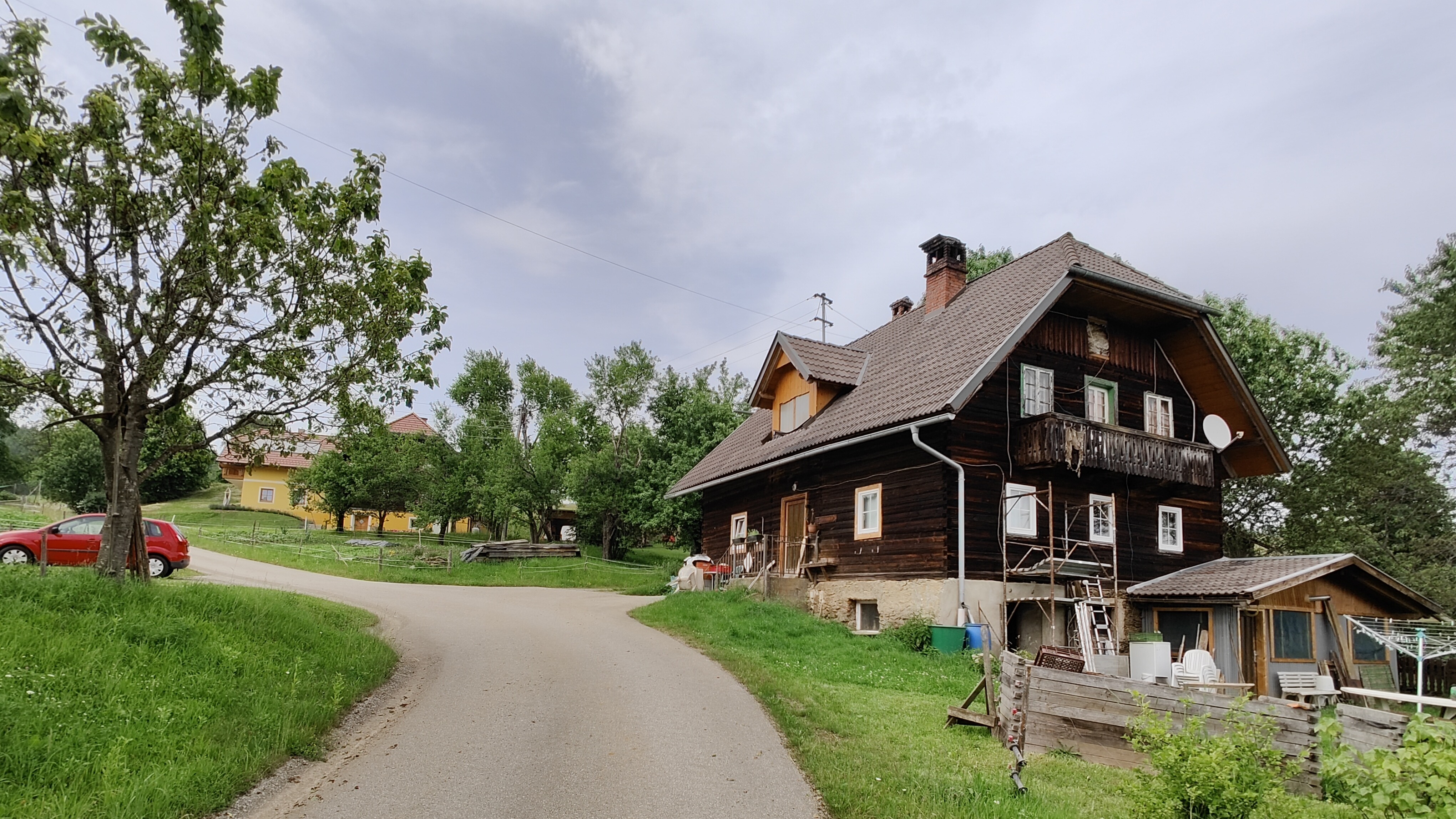
Untere Nicklhube
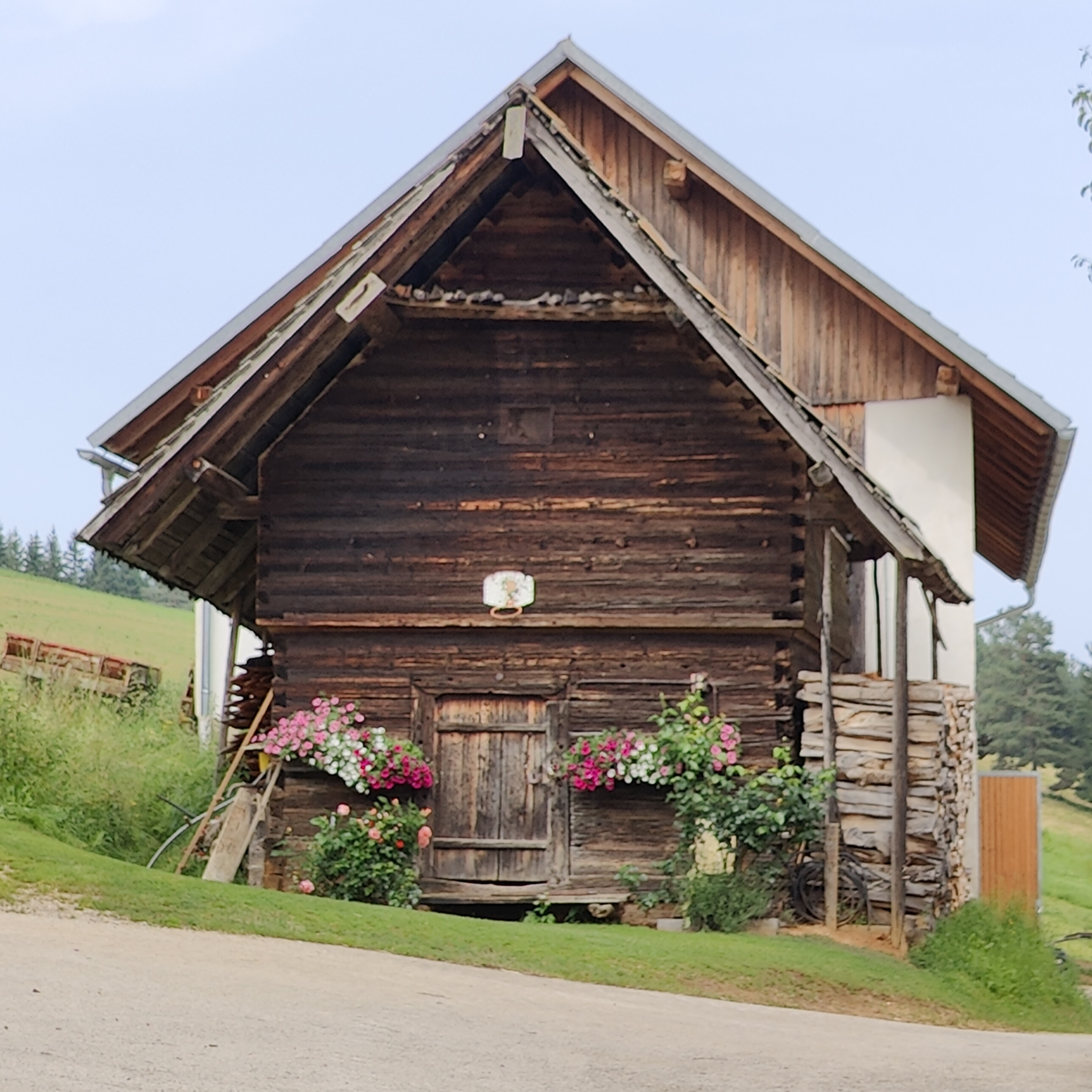
Blockspeicher bei Nr. 1
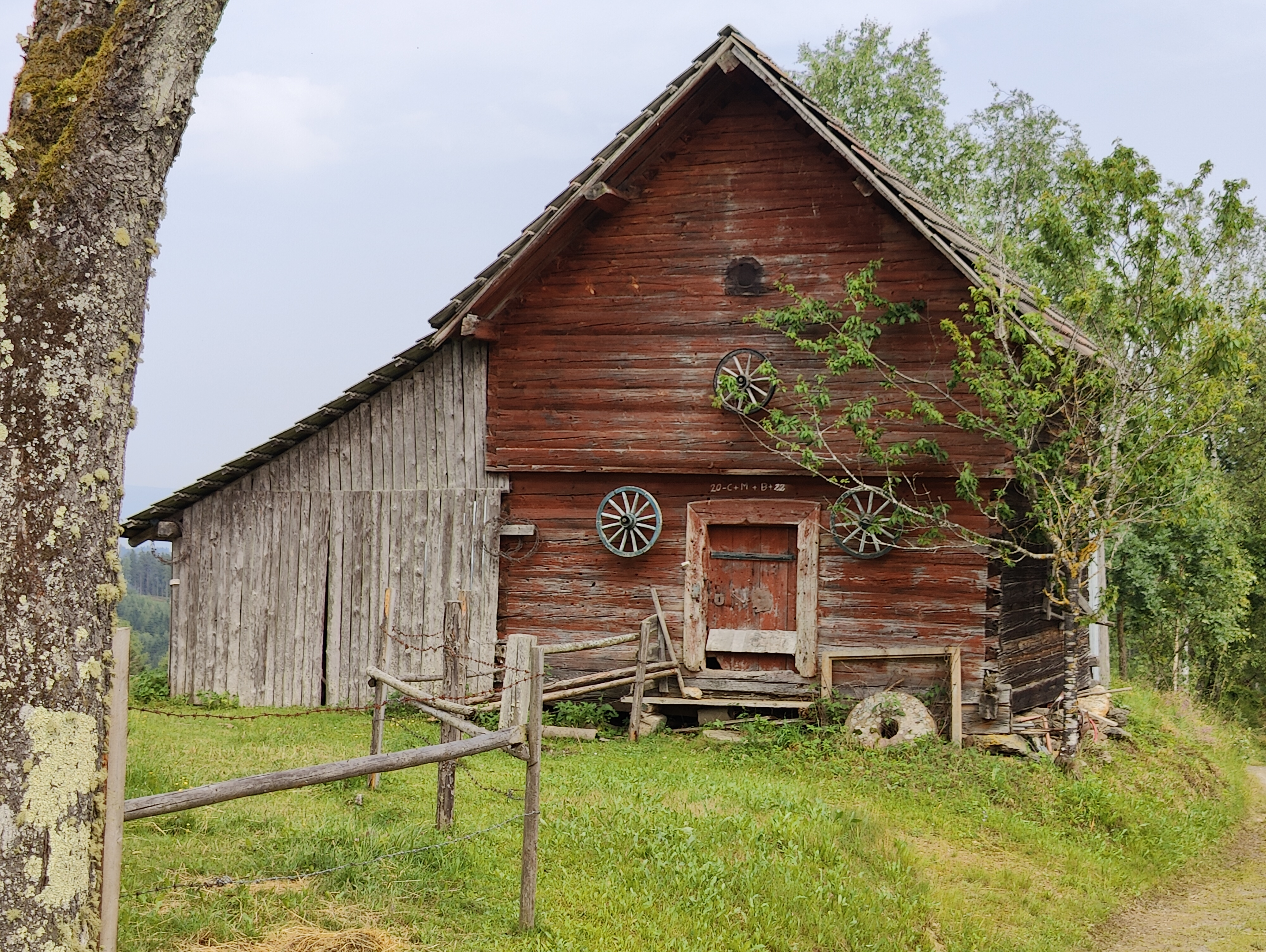
Blockspeicher bei Nr. 4
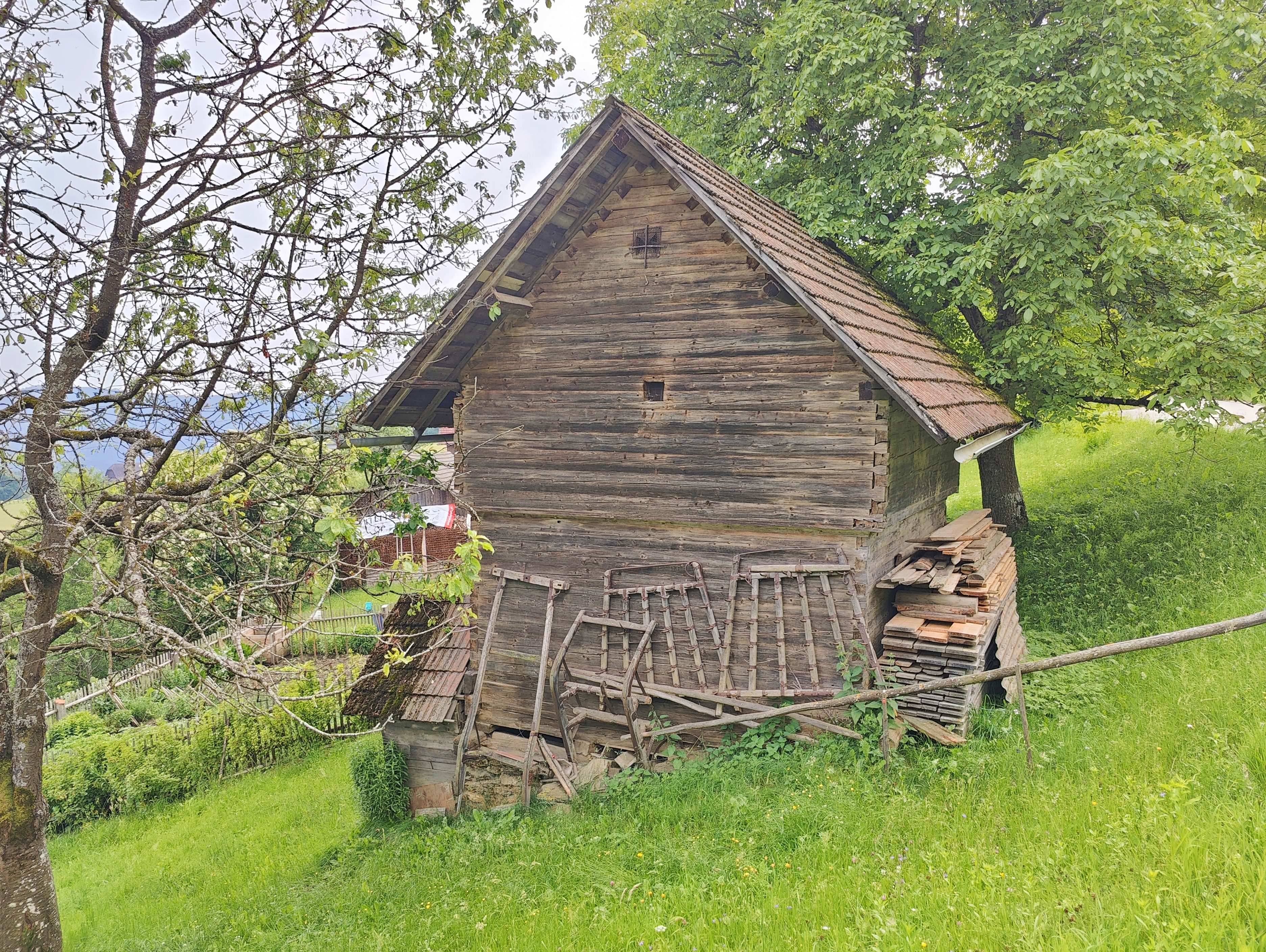
Blockspeicher bei Nr. 6